# Fatimé Soukar Térab
Fatimé Soukar Térap, née le 20 septembre 1989 à N'Djamena, est une femme d'affaires et entrepreneur tchadienne.

## Biographie

### Éducation et Vie privée
Fatimé Soukar nait à N’Djamena, le 20 septembre 1989. Titulaire d'un baccalauréat série D, en 2006, elle s'inscrit en sciences sociales à l’Ecole supérieure de commerce de Dakar avant de rejoindre son époux à Addis-Abeba, en Ethiopie. Elle y poursuit également ses études à l’académie de la compagnie Ethiopian Airlines où elle sort diplômée en gestion aéronautique, tout en faisant des formations professionnelles en gestion hôtelière, en administration des affaires et en technologies de l’information.
Elle se marie à l'âge de 16 ans, mère de quatre enfants.

### Parcours
Après avoir travaillé à la compagnie Ethiopian Airlines et à la division protocole de l’Union Africaine, Fatimé se lance dans l'entrepreneuriat agricole et l' autonomisation des jeunes et des femmes. Elle devient la dirigeante du réseau des acteurs pour la production agricole bio du Tchad et crée la supérette Khadar Market & Garden.
En 2016, elle co-fonde l'organisation AYA-Tchad, visant la réduction de la pauvreté des jeunes et des femmes à travers la promotion du développement durable qu'elle dirige jusqu'en 2020.
Directrice Générale du Fonds Spécial en faveur de l’Environnement (FSE) au Tchad, de septembre 2019 à février 2020, elle est nommée, le 28 mars 2022, conseillère genre, promotion de la famille et de la petite enfance auprès du président de la République du Tchad,.

## Distinctions
Lauréate du Prix de l’Amazonie patriotique africaine de la meilleure entrepreneure, en 2019, elle remporte, en 2020, des Prix Africa 3535 dans la catégorie Agriculture et Agribusiness et le prix Meilleures Initiatives 2021.
En 2022, elle est sélectionnée comme Obama leader Africa et Desertech leader en 2023.